# Tribunal de Apelações dos Estados Unidos para o Primeiro Circuito
O Tribunal de Apelações dos Estados Unidos para o Primeiro Circuito é um tribunal federal com jurisdição de apelação sobre os tribunais distritais nos seguintes distritos :
- Distrito do Maine
- Distrito de Massachusetts
- Distrito de New Hampshire
- Distrito de Porto Rico
- Distrito de Rhode Island

O tribunal está sediado no Fórum Federal John Joseph Moakley, em Boston, Massachusetts . A maioria das sessões é realizada em Boston. O Primeiro Circuito também se reúne por uma semana em março e novembro no Edifício Federal Jose V. Toledo em San Juan, Porto Rico, e ocasionalmente se reúne em outros locais dentro do circuito. 
Com quatro juízes ativos e seis juízes seniores ativos, o Primeiro Circuito tem o menor número de juízes entre todos os treze tribunais de apelação dos Estados Unidos . Ela cobre a maior parte da Nova Inglaterra, assim como Porto Rico . 

## Composição atual do tribunal
Desde 23 de maio de  2024:
| Título                  | Juiz                   | Posto de serviço          | Ano de nascimento | Apontado por   |
| ----------------------- | ---------------------- | ------------------------- | ----------------- | -------------- |
| Juiz Chefe              | David J. Barron        | Boston                    | 1967              | Barack Obama   |
| Juiz do Circuito        | William J. Kayatta Jr. | Portland (Maine)          | 1953              | Barack Obama   |
| Juiz do Circuito        | Gustavo Gelpí          | San Juan (Porto Rico)     | 1965              | Joe Biden      |
| Juiz do Circuito        | Lara Montecalvo        | Providence (Rhode Island) | 1974              | Joe Biden      |
| Juiz do Circuito        | Julie Rikelman         | Boston                    | 1972              | Joe Biden      |
| Juiz do Circuito        | Seth Aframe            | Concord (Nova Hampshire)  | 1974              | Joe Biden      |
| Juiz Senior do Circuito | Levin H. Campbell      | Inativo                   | 1927              | Richard Nixon  |
| Juiz Senior do Circuito | Bruce M. Selya         | Providence (Rhode Island) | 1934              | Ronald Reagan  |
| Juiz Senior do Circuito | Sandra Lynch           | Boston                    | 1946              | Bill Clinton   |
| Juiz Senior do Circuito | Kermit Lipez           | Portland (Maine)          | 1941              | Bill Clinton   |
| Juiz Senior do Circuito | Jeffrey R. Howard      | Concord (Nova Hampshire)  | 1955              | George W. Bush |
| Juiz Senior do Circuito | O. Rogeriee Thompson   | Providence (Rhode Island) | 1951              | Barack Obama   |